# Gundom
Gundom est un village du Cameroun situé dans l’arrondissement (commune) de Mbengwi, dans le département de Momo et dans la Région du Nord-Ouest.

## Population
Lors du recensement de 2005, on a dénombré 195 habitants à Gundom, dont 89 hommes et 106 femmes.
Une étude locale de 2011 a évalué la population à 75 personnes.